# چرخ وارتنبرگ

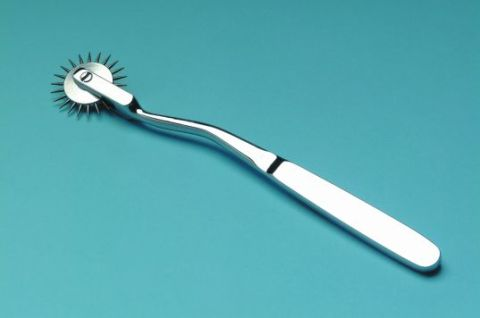

چرخ وارتنبرگ یا فرفره وارتنبرگ، دستگاهی پزشکی درعصب‌شناسی است. رابرت وارتنبرگ (۱۹۵۶ ۱۸۸۷) چرخ را برای تست واکنش عصبی (حساسیت) طراحی کرد زیرا روی سراسر سطح پوست می‌چرخید. یک چرخ وارتنبرگ به‌طور کلی از جنس استیل ضدزنگ با دسته تقریباً ۷ اینچ (۱۸ سانتیمتر) است.
چرخ وارتنبرگ همچنین به عنوان یک اسباب بازی جنسی بی‌دی‌اس‌ام مورد استفاده قرار می‌گیرد، گاهی اوقات نیز با هدف تحریک جنسی برقی به منبع الکتریسیته متصل می‌شود.